# Virgen de las rocas
La Virgen de las rocas (en italiano: Vergine delle rocce) es el título de dos pinturas de Leonardo da Vinci. La versión comúnmente considerada como la primera se conserva en el Museo del Louvre, en París (Francia), mientras que la segunda se custodia en la National Gallery de Londres, Inglaterra (Reino Unido). Tradicionalmente, se ha asumido que la versión del Louvre es la más antigua; fue creada en Milán para cumplir con un encargo de 1483 y se cree que pudo haber sido vendida en secreto por Leonardo, mientras que la versión de Londres habría sido ejecutada a modo de sustitución para la capilla a la que estaba destinada la obra original, si bien son varias las teorías acerca de la existencia de estas dos versiones.
Ambas obras miden casi dos metros de alto y están pintadas al óleo; inicialmente eran pinturas sobre tabla, si bien la del Louvre fue transferida a un lienzo. Las dos obras muestran a la Virgen María y al Niño Jesús junto a Juan Bautista y el arcángel Uriel en una zona rocosa, siendo el escenario el que da nombre a las pinturas. Ambas piezas difieren en lo que respecta a la mirada y la mano derecha del arcángel, existiendo a su vez variaciones en los colores, la luz, la flora y el modo de empleo de la técnica del sfumato. Aunque la fecha de encargo está documentada, la historia completa de ambas obras resulta desconocida, lo que ha llevado a especular acerca de cuál de las dos es la original. Así mismo, existen dos pinturas asociadas a ellas: se trata de unos paneles laterales en cada uno de los cuales se muestra a un ángel tocando un instrumento musical y que fueron terminados por colaboradores de Leonardo, conservándose ambos en la National Gallery.

## Historia

### Capilla de la Inmaculada Concepción
La Capilla de la Inmaculada Concepción de la Iglesia de San Francisco el Grande de Milán fue fundada antes de 1335 por Beatriz de Este, esposa de Galeazzo I Visconti, señor de Milán. En 1479 la Cofradía de la Inmaculada Concepción contrató a Francesco Zavattari y a Giorgio della Chiesa para que decorasen la bóveda de la capilla, encargando en 1480 a Giacomo del Maino la elaboración de un gran retablo de madera a modo de tríptico, con paneles para pinturas así como con tallas y motivos ornamentales, pieza que sería colocada sobre el altar, efectuándose el último pago el 7 de agosto de 1482.

### Comisión de la pintura
El 25 de abril de 1483 el prior de la cofradía, Bartolomeo Scorlione, contrató a Leonardo da Vinci y a los hermanos Ambrogio y Evangelista de Predis para que pintasen los tres paneles del retablo. El contrato no especifica qué pintura correspondía a cada artista, si bien da Vinci es referido en el documento como «maestro», siendo Ambrogio pintor igual que él; se presume que Evangelista era dorador y que su cometido consistió únicamente en preparar los colores. Por el contrario, los detalles de la obra, la pintura y el dorado sí constan en el contrato: el panel central debía mostrar a la Virgen y al Niño Jesús acompañados por dos profetas (probablemente David e Isaías) y rodeados de ángeles. Sobre ellos debía figurar una luneta con un relieve de Dios Padre y la Virgen, debajo del cual habría un panel que mostraría una cuna, con las imágenes en relieve pintadas con colores brillantes y posteriormente doradas. Por su parte, en cada uno de los paneles laterales debían pintarse cuatro figuras angelicales: a un lado cuatro ángeles tocando instrumentos y al otro cuatro ángeles cantando. A su vez, varias esculturas en relieve debían representar la vida de la Virgen, estando los detalles relativos a los colores y al dorado de las áreas principales especificados en el documento contractual. La fecha prevista para la instalación de la obra era el 8 de diciembre de 1483, fiesta de la Inmaculada Concepción, por lo que el tiempo de ejecución era de poco más de siete meses.

### Pagos
El 1 de mayo de 1483 se produjo un pago inicial de 100 liras seguido de otros mensuales de 40 liras desde julio de 1483 hasta febrero de 1485, ascendiendo el monto a un total de 800 liras. Sumado a lo anterior, estaba prevista la negociación de un pago final una vez finalizada y entregada la obra en diciembre de 1483. Entre 1490 y 1495 Ambrogio y Leonardo escribieron a la cofradía afirmando que el retablo había costado 800 liras y exigiendo 1200 liras adicionales, todo ello de acuerdo con el contrato; la cofradía les ofreció, sin embargo, 100 liras, motivo por el que ambos artistas solicitaron la intervención a su favor de Ludovico Sforza, duque de Milán. Se sugirió que la pieza fuese valorada por expertos para así decidirse el precio final, si bien Leonardo y Ambrogio amenazaron con retirar la pintura si no se lograba llegar a un acuerdo sobre el precio. En 1503 Ambrogio demandó nuevamente el pago por sus servicios en su nombre y en el de los herederos de su ya entonces fallecido hermano (Evangelista murió a finales de 1490 o a comienzos de 1491); el 9 de marzo de ese año Luis XII de Francia, quien había invadido Lombardía en 1499, redactó una carta al comendador de Milán solicitándole que intercediese por ambos artistas. El 23 de junio de 1503 la cofradía emitió un acta impugnando la solicitud de Ambrogio de valorar o devolver la pintura, realizándose la evaluación de la obra el 27 de abril de 1506; los peritos llegaron a la conclusión de que la misma estaba sin terminar, por lo que se requirió a Leonardo que la completase en un plazo de dos años, si bien el artista se hallaba en ese entonces fuera de Milán. El 18 de agosto de 1508 la pintura fue finalmente entregada y ubicada en la capilla, recibiendo Ambrogio el 7 de agosto de 1507 y el 3 de octubre de 1508 dos pagos cuyo total ascendía a 200 liras y quedando constancia de los mismos en cartas escritas por el propio Leonardo.

### Destino

#### Pintura de la National Gallery
En 1524 y 1576 la Virgen de las rocas (presumiblemente la versión de la National Gallery) fue invocada contra la plaga, siendo el retablo retirado de su emplazamiento original en 1576 y la capilla demolida. A mediados de 1785 Gavin Hamilton, pintor y marchante de arte escocés, pagó 1582 liras por la pintura a Alessandro, conde de Cicogna y administrador del cuerpo eclesiástico que sucedió a la Cofradía de la Inmaculada Concepción tras su disolución en 1781. Los herederos de Hamilton vendieron la obra a Lord Landsdowne, quien había acumulado considerables deudas; tras su muerte en 1805 su hijo John se vio obligado a vender casi todas las colecciones de su padre, siendo la pintura adquirida por John Howard, XV conde de Suffolk. En 1880 la obra fue vendida por Henry Howard, XVIII conde de Suffolk, a la National Gallery por 9000 guineas, encontrándose para ese entonces en un pésimo estado de conservación y siendo atribuida por algunos críticos a Leonardo y por otros a Bernardino Luini.
En junio de 2005 la pieza fue examinada con radiación infrarroja, descubriéndose trazos de una pintura distinta bajo la actual. Estos trazos muestran a una mujer, probablemente arrodillada, con la mano derecha extendida y la izquierda sobre el corazón; esto llevó a algunos investigadores a considerar que la intención original del artista era pintar una adoración. En 2021 Oxia Palus (una empresa de inteligencia artificial especializada en la recreación de obras de arte perdidas) utilizó técnicas de reconstrucción para recrear el pentimento usando todas las obras pictóricas leonardescas, resultando visibles a su vez varios otros pentimentos bajo rayos X o infrarrojos. Por su parte, entre 2009 y 2010 la pintura fue sometida a una labor de limpieza y conservación, volviendo a ser expuesta en julio de 2010. La National Gallery, en un anuncio preliminar acerca de los resultados de la intervención, declaró que la pieza era en gran medida o en su totalidad obra de Leonardo, manifestando que la misma se hallaba incompleta en algunas áreas y siendo la publicación de estos hallazgos efectuada poco después, si bien todavía hay debate sobre su autoría, ya que algunos elementos, particularmente las flores, sugieren la colaboración o ejecución al completo de otro pintor, tal vez Ambrogio o Evangelista.

#### Pintura del Louvre
El primer registro de la existencia de esta versión data de 1625, año en que figuraba en la colección real francesa y fue vista por Cassiano dal Pozzo en Fontainebleau. En 1806 el restaurador francés François-Toussaint Hacquin transfirió la obra del panel de madera a un lienzo, siendo exhibida por un breve periodo de tiempo entre 2011 y 2012 en la misma sala que la versión de Londres, como parte de una exposición en la National Gallery sobre la actividad de Leonardo como pintor de la corte de Ludovico Sforza.

#### Paneles laterales
Ejecutados entre 1490 y 1495, los dos paneles laterales fueron adquiridos por la National Gallery en 1898.

## Descripción

### Temática

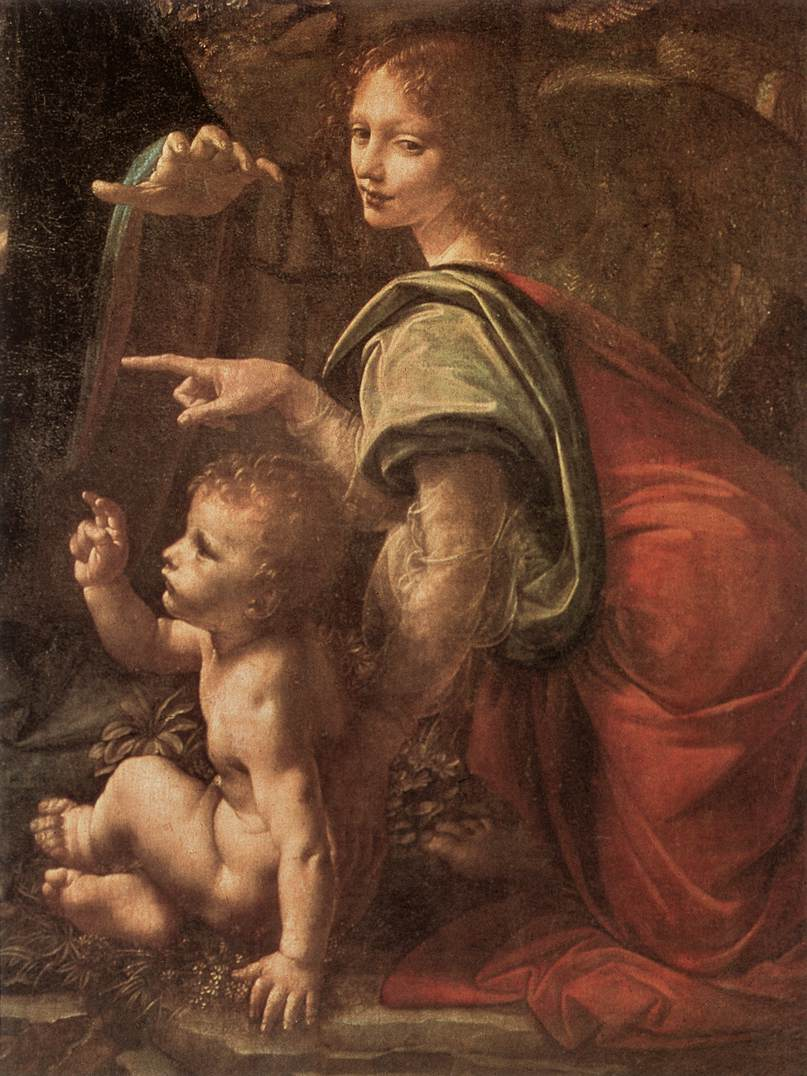
Detalle del Niño Jesús y el arcángel Uriel (versión del Louvre).

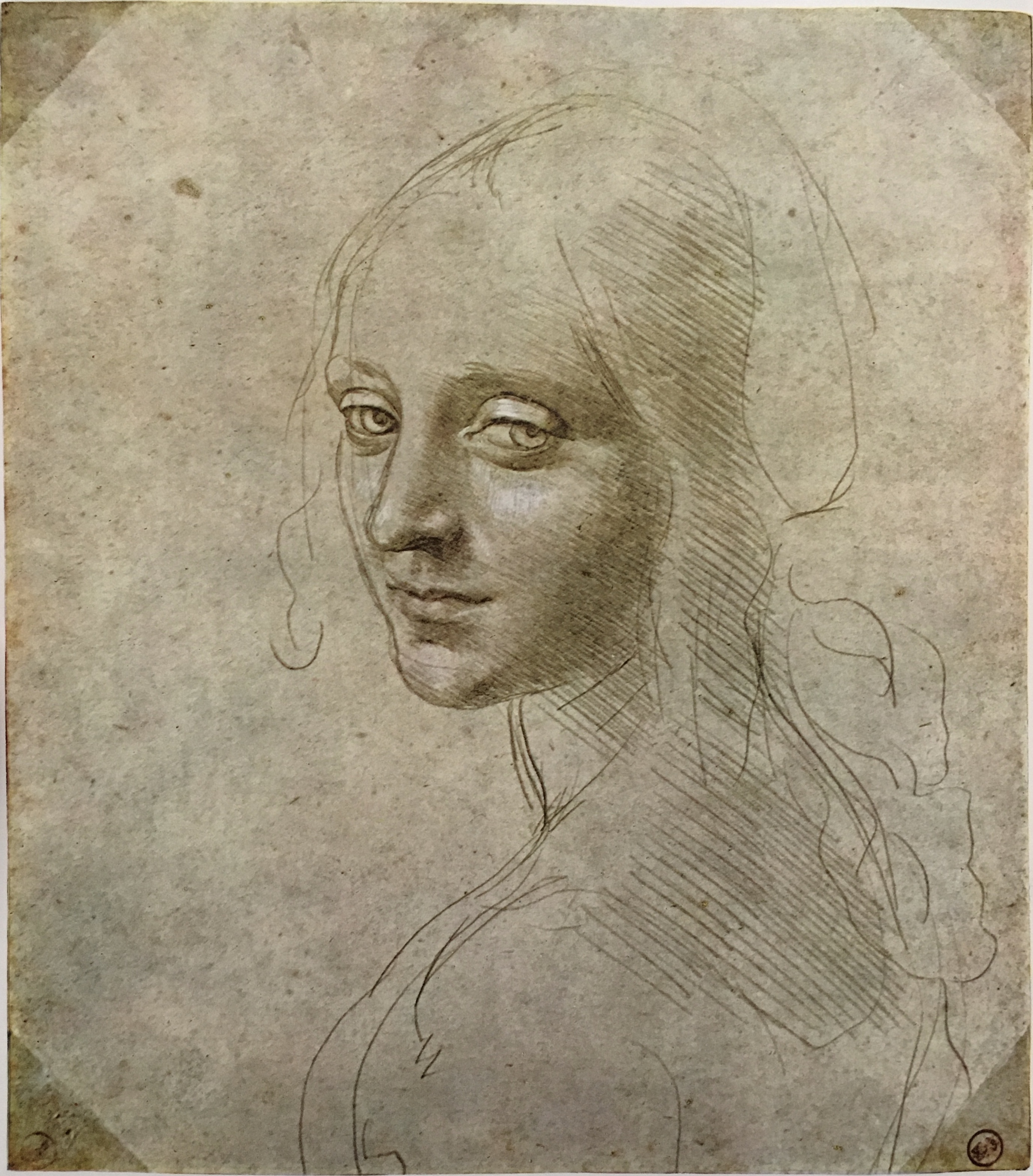
Estudio de una cabeza femenina para la Virgen de las rocas (anterior a 1483), por Leonardo. Biblioteca Real de Turín.

La temática de ambas pinturas es la adoración del Niño Jesús por Juan Bautista. Este tema entronca con un relato apócrifo que se convirtió en parte de la tradición medieval sobre la huida a Egipto. El Evangelio de Mateo cuenta que San José fue advertido en sueños de que el rey Herodes trataría de matar a Jesús y que, por lo tanto, era necesario que él y María huyesen con el infante a un lugar seguro. Existen a su vez varios otros textos apócrifos que relatan igualmente la huida a Egipto; uno de ellos menciona al primo de Jesús, Juan Bautista, cuya familia residía al igual que el hijo de Dios en la ciudad de Belén, donde se iba a producir la Matanza de los Inocentes. Según una leyenda, Juan fue escoltado por el arcángel Uriel hasta Egipto, reuniéndose con la Sagrada Familia durante el viaje. La página web del Louvre identifica al ángel como Gabriel, si bien en la descripción de la pintura en el museo se hace referencia a este personaje como Uriel; esta discrepancia puede deberse al evangelio apócrifo de Juan Bautista, en el cual se relata su huida de Belén bajo la protección del arcángel Gabriel, no mencionándose la reunión con sus parientes en Egipto. Por su parte, el tema de la adoración de la Virgen y el Niño por el Bautista era común en el arte de la Florencia renacentista: Juan es el santo patrón de la ciudad italiana y ha sido representado varias veces en obras de arte relacionadas con ella (entre quienes pintaron o esculpieron obras representativas de la Virgen y el Niño con el Bautista se encuentran Fra Filippo Lippi, Rafael y Miguel Ángel). En ambas piezas la escena se desarrolla en un entorno plagado de formaciones rocosas; mientras que las escenas de la Natividad son representadas ocasionalmente en cuevas, con Kenneth Clark indicando la existencia de un paisaje rocoso en una adoración pintada para la familia Médici por Lippi, esta escenografía no tenía precedentes y dio a las pinturas el inusual título por el que son conocidas.

### Composición
Mucho más sencillas que la Adoración de los Magos (1481-1482), las dos versiones de la Virgen de las rocas tienen una composición prácticamente idéntica, siendo una de ellas una réplica de la otra, si bien ambas difieren en algunos detalles menores, como el color, la luz y la ejecución. Las dos pinturas muestran un total de cuatro personajes: la Virgen María, el Niño Jesús, Juan Bautista y un ángel dispuestos de forma triangular en un escenario rocoso, con varias montañas y agua como paisaje de fondo. En ambas obras María funge como el vértice superior del triángulo, extendiendo la mano derecha para acercar al Bautista y alzando la izquierda sobre la cabeza de Jesús a modo de bendición. Juan figura con la rodilla derecha en el suelo y ambas manos juntas en actitud orante, mientras que Jesús, quien está sentado en primer plano y cobijado bajo el ángel, levanta la mano derecha para bendecir al Bautista.

### Diferencias
A nivel compositivo todas las figuras son ligeramente más grandes en la versión de Londres que en la de París. La principal diferencia entre ambas pinturas radica en que en la versión de la National Gallery la mano derecha del ángel descansa sobre sus rodillas mientras que en la del Louvre está alzada y señalando con el dedo índice a Juan; esta diferencia podría explicarse debido a que la distinción entre Jesús y Juan resulta difícil en la pintura del Louvre por hallarse Juan cerca del regazo de la Virgen, aparte de que el gesto de señalar obligaba a prestar demasiada atención a Juan. En adición a lo anterior, la mirada del ángel en la pintura de Londres parece estar perdida, mientras que en la de París los ojos apuntan directamente al espectador. En la pintura de la National Gallery todas las formas, tanto las partes del cuerpo que están a la vista como las que se hallan cubiertas bajo las telas, poseen un contorno bien definido,  estando las rocas pintadas de manera meticulosa, mientras que en la versión del Louvre las formas se hallan bastante difuminadas. Sumado a esto, el contraste entre las luces y las sombras en los rostros en la versión de Londres es mucho más nítido, siendo las caras y las formas de la versión de París más delicadas y estando sutilmente difuminadas mediante la técnica del sfumato. La luz en la pintura del Louvre es más suave y cálida, si bien esto puede ser resultado del tono del barniz que la cubre, no habiendo sido sometida a ningún proceso significativo de restauración o limpieza, directriz que el Louvre sigue con todas las obras de Leonardo. La pintura de París permanece en mayor o menor medida tal y como se encontraba en 1939, cuando Kenneth Clark lamentó que no se pudiese «formar un concepto real del color, los valores o el tono general del original, enterrado como está capa bajo capa de grueso barniz amarillo. En la oscuridad una mezcla de betún ha hecho que se apelmace y se agriete como el barro, y hay innumerables parches de repinte viejo por toda la pintura. Hay que tener todo esto en cuenta antes de que podamos decir a día de hoy que Leonardo era un pintor oscuro y un colorista poco interesante».

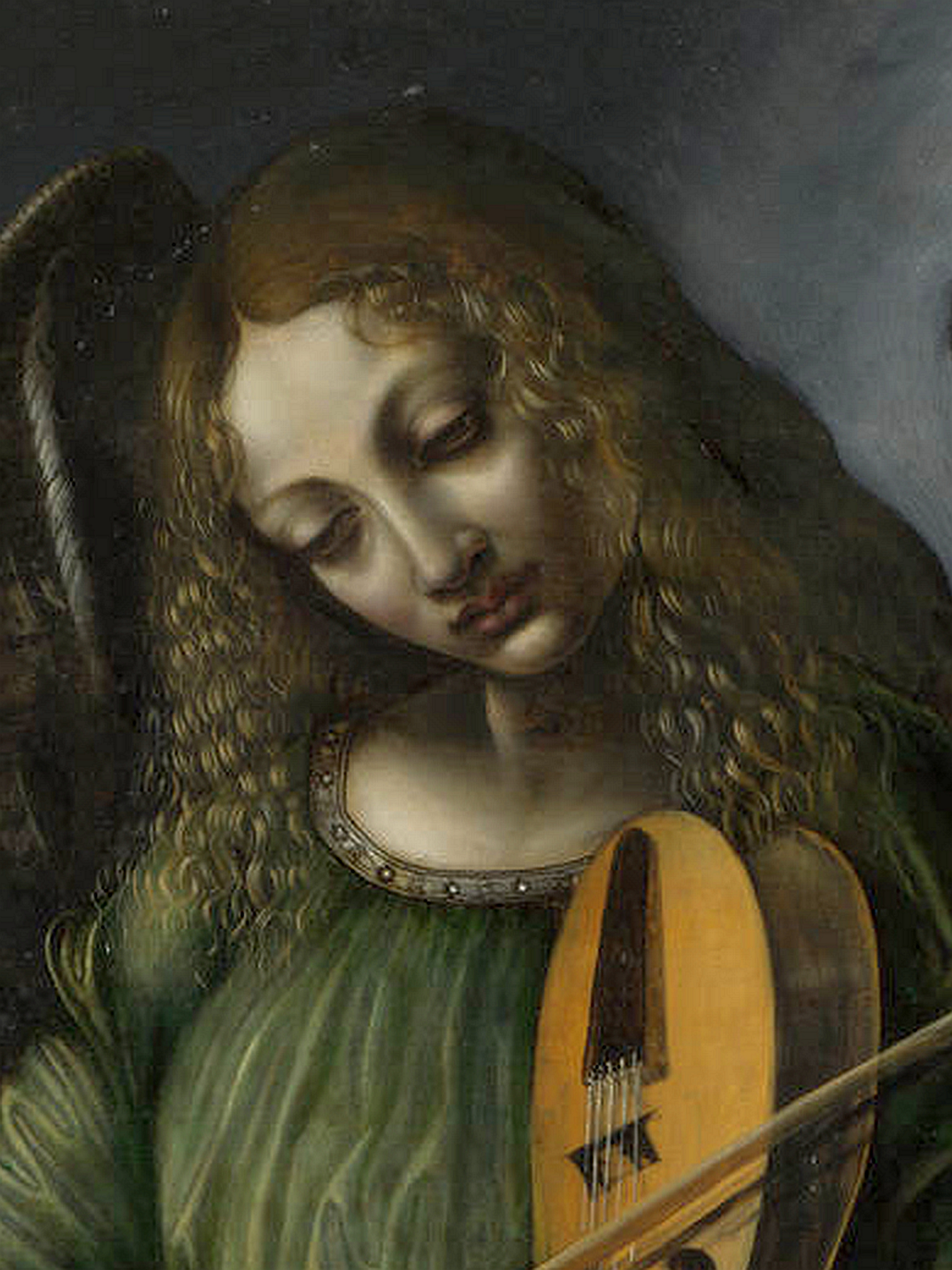
Detalle del ángel verde.

Otra diferencia importante radica en las ropas, principalmente las del ángel. La versión de la National Gallery no muestra tonos rojos, mientras que en la del Louvre las prendas son de color verde y rojo brillante, además de estar dispuestas de distinta forma. La obra de Londres contiene así mismo atributos que en la de París están ausentes, como las aureolas y la caña en forma de cruz del Bautista; Martin Davies, antiguo director de la National Gallery, declaró no estar seguro de si estos detalles, pintados en tono dorado, son contemporáneos o si constituyen un añadido de otro artista ejecutado tal vez tras la muerte de Leonardo. Del mismo modo, las flores resultan diferentes en ambas versiones, con las del Louvre siendo muy precisas a nivel botánico, mientras que las de la National Gallery son creaciones meramente fantasiosas.

### Ángeles músicos
Las dos pinturas de los paneles laterales, conservadas en la National Gallery, están asociadas a la Virgen de las rocas pese a no ajustarse a lo estipulado en el contrato, en el cual se comisionaba la creación de ocho ángeles dispuestos en dos grupos de cuatro, cantando los de un lado y tocando un instrumento los del otro. En las tablas conservadas en Londres solo hay dos ángeles, los cuales tocan un instrumento y aparecen girados hacia el mismo lado; el que viste de verde está tocando una viola de arco mientras que el que viste de rojo toca un laúd. La posición de los pies y los drapeados son similares en ambas figuras, indicativo de que en las dos se hizo uso, en parte, de un mismo diseño, considerándose el ángel de rojo obra de Ambrogio y el ángel de verde obra de un colaborador desconocido de Leonardo o tal vez, según la National Gallery, de Francesco Napoletano. En ambos casos las figuras angelicales se hallan de pie en un nicho pintado de gris, constando en el ángel vestido de rojo un paisaje descubierto gracias a un reflectograma (el fondo del otro ángel no pudo ser determinado debido a que la pintura gris es gruesa y opaca). Pese a que comúnmente se cree que los dos paneles fueron en origen colocados uno a cada lado del panel central, un artículo publicado por la National Gallery sugiere que ambos fueron dispuestos en realidad muy por encima del retablo.

## Interpretación

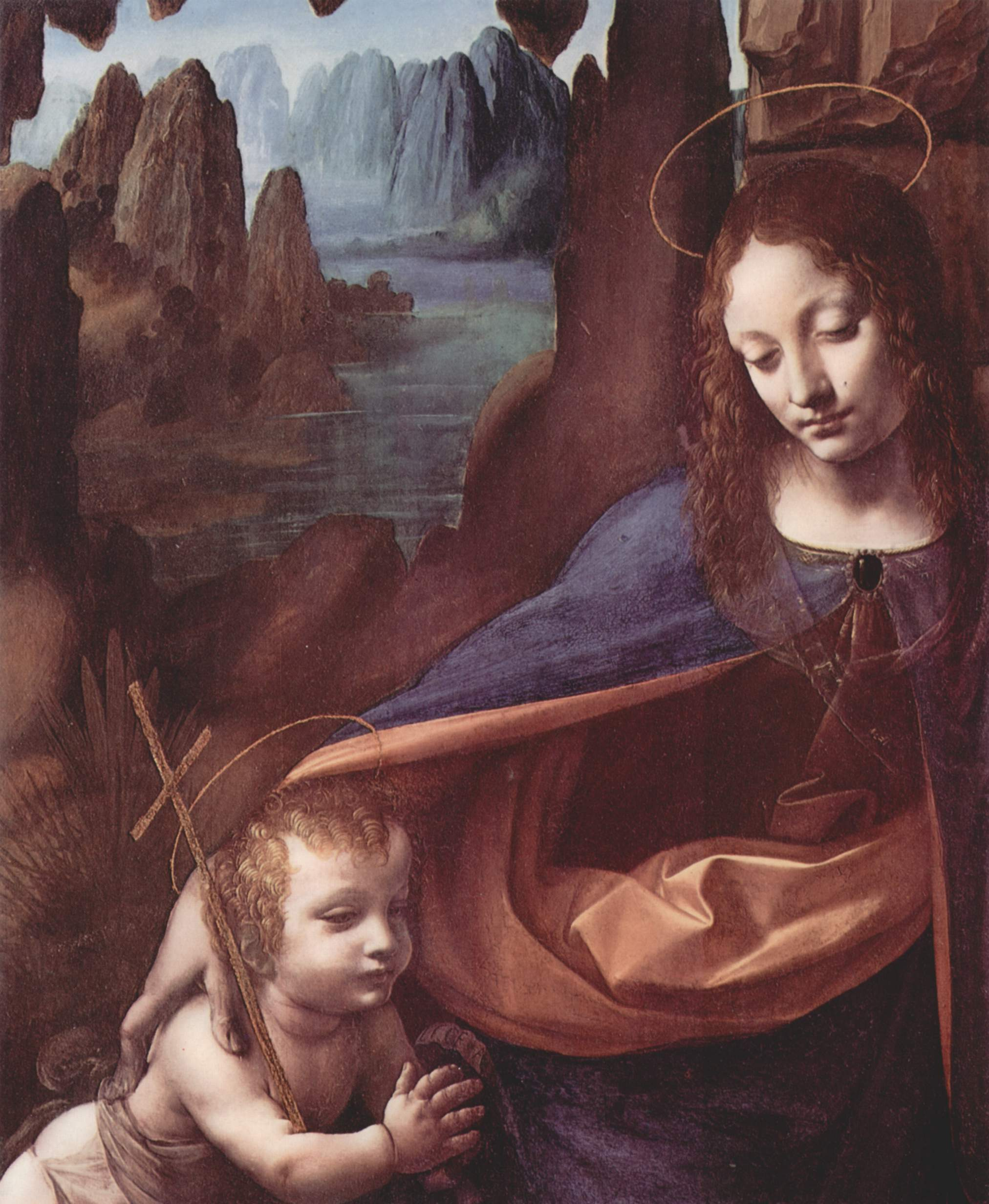
Detalle de la Virgen María y Juan Bautista (versión de la National Gallery).

La relación entre estas dos pinturas ha sido ampliamente debatida. Entre los temas discutidos se encuentran la fecha de ambas obras, su autoría y la naturaleza de su simbolismo.

### Fecha
Generalmente, los historiadores asumen la versión del Louvre como la más antigua. Davies describió la pintura como estilísticamente próxima a los primeros trabajos de Leonardo, definiendo la versión de la National Gallery como más propia de su etapa de madurez y, por lo tanto, una réplica de la de París. Así mismo, la mayoría de expertos está de acuerdo en que la pieza del Louvre fue la que Leonardo ejecutó para cumplir con el encargo de 1483, aunque algunos autores, entre ellos Davies, manifestaron que esa fecha era demasiado tardía para la pintura del Louvre, sugiriendo en su lugar que la obra había sido empezada y tal vez terminada en Florencia, antes del encargo. Jack Wasserman, Angela Ottino della Chiesa y otros autores señalaron, no obstante, que las medidas de ambas pinturas son compatibles con el retablo y que resulta muy poco probable que Leonardo elaborase una pintura antes del encargo que casualmente se ajustase a las dimensiones requeridas. Wasserman propuso además que posiblemente la versión de París fue ampliada para adaptarse a la forma en arco de la sección superior, no resultando visible esta parte por haber sido la pintura transferida a un lienzo. Davies sugirió a su vez que Leonardo pintó la segunda versión en la década de 1480 para cumplir con el encargo basándose en la obra precedente; Kenneth Clark coincide con esta interpretación, fechando la versión del Louvre con anterioridad a 1481 y la de la National Gallery en 1483.
La teoría que más comúnmente se esgrime para explicar la existencia de estas dos obras es que Leonardo pintó la versión de París para cumplir con el encargo de 1483, fechándose la pieza en este año, tras lo cual la habría vendido por 400 liras a otro cliente (tal vez Luis XII) y en consecuencia pintado la versión de Londres como reemplazo. Siguiendo esta tesis, se ha sugerido que la pintura del Louvre fue vendida a finales de la década de 1480, tras algunas disputas en torno al pago final. La pieza de la National Gallery fue comenzada tal vez en 1486 como sustituta de la original y no estuvo terminada hasta 1508, después de largas negociaciones y desacuerdos sobre el precio. Esta explicación, la cual della Chiesa atribuye a Venturi y Poggi, ha ganado una amplia aceptación con el tiempo, siendo a su vez defendida por ambos museos. Basándose en esto, Martin Kemp fechó la pintura de París entre 1483 y 1490 y la de Londres entre 1495 y 1508. No obstante, no todos los expertos están de acuerdo con las dataciones ni tampoco con la teoría de que la versión del Louvre fue la primera y la de la National Gallery elaborada como mera sustituta. Tamsyn Taylor asegura que la pintura de Londres es estilísticamente más temprana que la de París y más meticulosa, reflejándose en ella todo lo aprendido por Leonardo durante su formación en Florencia, mientras que la obra custodiada en el Louvre es la que posee más similitudes con La última cena (1495-1498) y La Virgen, el Niño Jesús y Santa Ana (c. 1503), incluyendo un delicado empleo del sfumato. De acuerdo con Taylor la versión de Londres cumple con los requisitos del encargo de 1483 en términos de iconografía, mientras que los iconos mostrados en la de París indican que fue elaborada para un cliente completamente diferente, fechando Taylor la pintura del Louvre en la década de 1490. También está generalizada la hipótesis de que la obra de París fue un regalo de Ludovico Sforza a Maximiliano I de Habsburgo cuando este se casó con Blanca María Sforza, por lo que la tabla habría estado en Innsbruck antes de pasar a Francia como nuevo regalo de bodas, esta vez de Leonor de Austria, hija de Felipe el Hermoso y Juana la Loca y, por lo tanto, nieta de Maximiliano, quien se desposó con Francisco I.

### Autoría

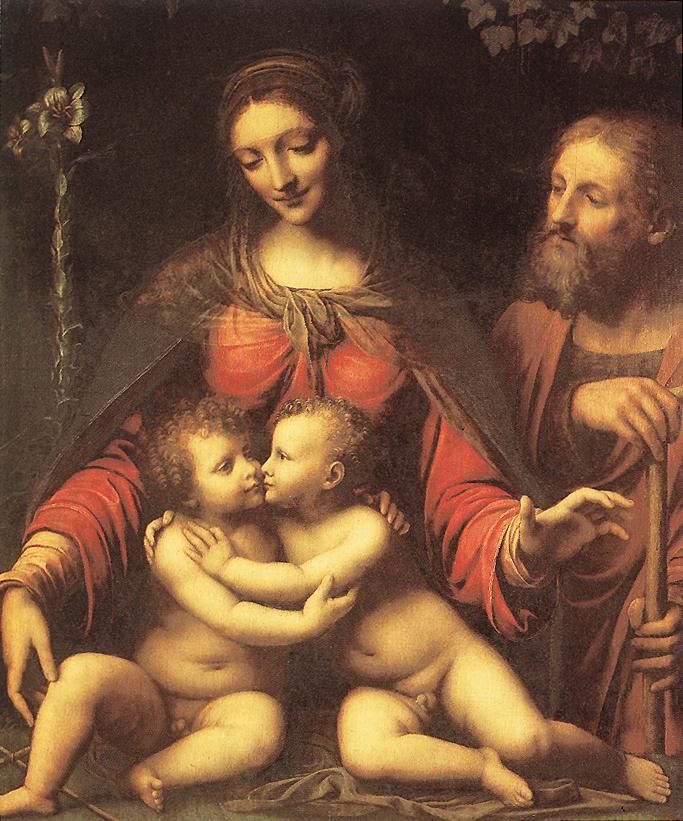
La Sagrada Familia con San Juan (primera mitad del siglo), por Bernardino Luini. Museo del Prado.

Desde siempre se ha considerado que la obra del Louvre fue ejecutada en su totalidad por Leonardo (esta fue su primera gran obra en Milán), mientras que la de la National Gallery se cree diseñada por da Vinci y pintada por un colaborador; la página web del Louvre y varios autores sugieren que fue ejecutada enteramente por Ambrogio bajo la supervisión de Leonardo entre 1485 y 1508, o tal vez elaborada por de Predis con una mínima participación de da Vinci. Desde la restauración el curador de la National Gallery Luke Syson ha defendido que la calidad revelada tras la intervención indica la autoría de Leonardo en gran parte de la obra, relegando la participación de su taller a un grado mucho menor del que se creía anteriormente. No obstante, la geóloga Ann C. Pizzorusso considera que existen inexactitudes geogólicas en la versión de Londres las cuales no se aprecian en la de París, por lo que resulta muy poco probable que al menos esta parte de la pintura sea obra de Leonardo. Taylor discrepa, sin embargo, en este aspecto, destacando el hecho de que Pizzorusso no había visto con claridad los lagos glaciares del fondo, además de confundir cúmulos de musgo con cantos rodados de arenisca.

## Copias y obras derivadas
Una de las copias directas más tempranas de la versión del Louvre se halla en un mantel de altar denominado Paliotto leonardesco (c. 1487-1490) y conservado en el Museo Baroffio. Destaca a su vez una pintura fechada hacia 1494-1498 ubicada en la Colección Cheramy y según Carlo Pedretti elaborada por el propio Leonardo. Por su parte, della Chiesa indentificó tres pinturas inspiradas en mayor o menor medida en la Virgen de las rocas: La Sagrada Familia con San Juan (primera mitad del siglo xvi), por Bernardino Luini y custodiada en el Museo del Prado en Madrid; la Madonna Thuelin, por Marco d'Oggiono en la Colección Thuelin en París; y Los santos infantes abrazándose (1525-1549), por Joos van Cleve en el Museo Nacional de Capodimonte en Nápoles. Los santos infantes abrazándose fue muy copiada por artistas flamencos como van Cleve y Quinten Massys, conservándose una pequeña pintura de este último en Chatsworth con una inscripción en el marco que reza «Leonardo da Vinci», mostrando que en un tiempo este trabajo flamenco se creyó obra del maestro italiano. Así mismo, existe una diminuta copia de la Virgen de las rocas en óleo sobre tabla atribuida a van Cleve o su círculo y custodiada en una colección privada en Berlín. Sumado a las anteriores, se conserva una copia del siglo xvi en la Royal Collection que fue entregada en 1847 como regalo de cumpleaños a la reina Victoria por su esposo el príncipe Alberto.

## Cultura popular

### Televisión
En 1968 la serie de TV It Takes a Thief emitió el episodio The Illegal Angel, el cual versaba sobre el robo de un cuadro ficticio de Leonardo titulado The Sorrowful Angel; este cuadro se trataba en realidad del rostro del ángel que aparece a la derecha de la Virgen de las rocas. El argumento del episodio involucraba a un falsificador de arte que elaboraba una copia de la pintura como parte de un plan para atrapar a un criminal, haciéndole creer que había comprado una obra auténtica de Leonardo.

### Literatura
En la novela El código Da Vinci, del escritor estadounidense Dan Brown, se afirma que la versión del Louvre contiene símbolos ocultos que contradicen las creencias cristianas ortodoxas, principalmente el hecho de que Jesús es mostrado rezando a Juan en vez de a la inversa, a raíz de lo cual se lanzan una serie de teorías consonantes con el argumento de la novela, si bien no hay evidencia histórica que apoye estas ideas.